# Acide incadronique
L'acide incadronique (DCI) est une forme acide d'un bisphosphonate, vendu comme principe sous le nom de bisphonal.